# 4970 Druyan
4970 Druyan (1988 VO2) là một tiểu hành tinh vành đai chính được phát hiện ngày 12 tháng 11 năm 1988 bởi Helin, E. F. ở Palomar.